# شهرستان نانله
شهرستان نانله (به لاتین: Nanle County) یک منطقهٔ مسکونی در چین است که در پویانگ واقع شده‌است.